# Teatro dei Filodrammatici (Piacenza)
Il teatro dei Filodrammatici, conosciuto anche come teatro di Santa Franca, è un teatro situato a Piacenza.

## Storia
L'utilizzo dell'edificio come teatro risale al 1908 quando esso fu concesso alla Società Filodrammatica piacentina, associazione istituita ufficialmente con decreto di Maria Luigia di Parma nel 1825, ma che probabilmente era già attiva da una quindicina d'anni al momento del riconoscimento ducale e che fino a quel momento aveva utilizzato come teatro il salone del palazzo dei Mercanti, che era stato destinato però a sede dell'amministrazione comunale.
In sostituzione della precedente sede non più disponibile, alla Filodrammatica fu dunque concesso l'utilizzo della ex chiesa di santa Franca, originariamente parte di un complesso monastico cistercense costruito a partire dal 1549 con lo scopo di ospitare le spoglie di santa Franca. Soppresso da Napoleone nel 1810, il convento, divenuto di proprietà del demanio ducale venne poi ceduto al comune dalla duchessa Maria Luigia che lo adibì inizialmente a sede della guardia nazionale, poi dei vigili del fuoco e del genio militare austriaco e, infine, a scuola di musica, il futuro conservatorio Giuseppe Nicolini.
Una volta concessa alla Filodrammatica, la chiesa, formata da una struttura a pianta basilicale a navata unica voltata a botte, venne trasformata in teatro su progetto dell'ingegner Giovanni Gazzola, il cui progetto, elaborato sottostando a pesanti vincoli di budget, vide il teatro essere inserito all'interno della chiesa preesistente, senza pesanti modifiche alla struttura, con la sala a forma di ferro di cavallo e il doppio loggiato posti nella navata e il palco nell'abside. La facciata principale rimase tripartita, ma fu arricchita da finestre e decorazioni di gusto moderno in stile liberty. Secondo le note del socio della Filodrammatica Alfredo Bazzani, risalenti al 1936, i risultati ottenuti da Gazzola delusero la committenza che tuttavia accettò comunque il risultato finale alla luce delle limitate finanze dedicate ad esso.

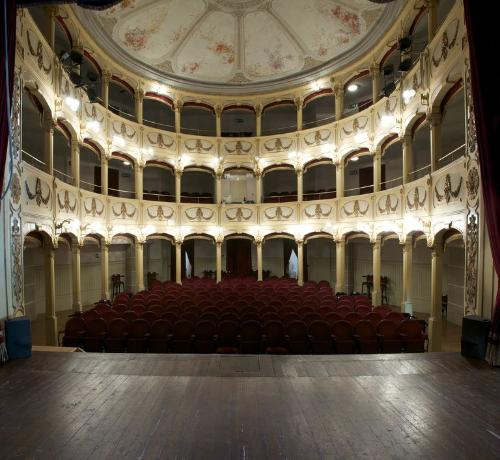
Interno del teatro

Il teatro, originariamente denominato Laico in luogo della successiva denominazione "dei Filodrammatici", venne inaugurato il 19 febbraio 1909 con il dramma Romanticismo di Gerolamo Rovetta.
Nel 1925 fu predisposto da parte degli ingegneri Laveni e Avati uno studio per il riammodernamento dell'edificio finalizzato al rifacimento della sala in linea con lo stile art déco. L'intervento non venne tuttavia realizzato e di esso rimane un bozzetto all'interno della sede della Filodrammatica.
L'anno successivo il teatro fu comunque oggetto di un primo intervento di recupero: in quell'occasione furono riammodernati arredi e servizi, fu ridipinto il plafond ad opera del decoratore Silvio Labò, il quale realizzò su fondo bianco un insieme di motivi architettonici e specchiature floreali completamente diverso dal primitivo decoro in stile primonovecento.
Il teatro è rimasto attivo fino alla fine degli anni 1960, venendo poi utilizzato nella stagione 1978-1979 in sostituzione del vicino teatro Municipale, all'epoca in fase di ristrutturazione. Riaperto il Municipale, l'ultima rappresentazione presso il teatro dei Filodrammatici avvenne nel maggio 1980: dopo questa occasione il locale fu chiuso a causa della presenza di crepe nella volta e della generale fatiscenza della struttura, in attesa dell'esecuzione di interventi di ripristino.

### Restauro
I lavori di restauro del teatro di Santa Franca furono avviati nel settembre 1997, sotto la direzione dell'architetto Ilda E. Bee, coadiuvata dall'ingegner Ferdinando Soppelsa. L'obiettivo principale dell'intervento fu il ripristino dell'aspetto originario dell'edificio, in linea con quanto progettato da Giovanni Gazzola: i lavori riguardarono il complesso a tutto tondo, con la ricostruzione di lampade, pavimenti, infissi ad opera di artigiani specializzati, il risanamento delle opere murarie, la revisione dell'impiantistica per l'adeguamento alle norme di sicurezza, nonché il recupero della facciata.
Le parti decorative come palchi, colonne e boccascena, nonché la volta dipinta, vennero interessate dai lavori a partire dall'ottobre 1999: le parti in legno richiesero particolare cura poiché avevano fortemente risentito dei movimenti propri del materiale, degli sbalzi termici e di sostituzioni e manomissioni di volta in volta operate per rendere la struttura funzionale all'uso. Le decorazioni pittoriche furono oggetto di rimozione della polvere e fissaggio dei colori, mentre il sipario fu restaurato dal Laboratorio degli Angeli di Maricetta Parlatore.
Al termine dei lavori il teatro recuperato fu riaperto al pubblico il 25 ottobre 2000.

## Descrizione
L'edificio si presenta realizzato secondo una declinazione dello stile Liberty che si richiama ad esempi milanesi e piemontesi, più che emiliani.
La facciata, a differenza della sala, il cui disegno originale non si discostava dai classici modelli dell'Ottocento, è caratterizzata da alcuni motivi di spiccata modernità, non comuni in un contesto come quello piacentino dell'epoca. Le cornici in cemento grigio delle finestre, ad andamento curvilineo con un motivo ad ali di farfalla creano una bicromia con l'intonaco rosa chiaro del fronte, in un'analogia alla grafica Jugendstil.
La sala, esempio di teatro all'italiana, è pavimentata in legno, è dotata di platea e due ordini di gallerie e può ospitare 274 persone. Il palcoscenico, anch'esso con pavimento ligneo, presenza boccascena larghi 6 m e alti 8 m, è largo 7 m e profondo 9 m, con una graticcia alta 8 m.
Il sipario presenta la raffigurazione Le visioni di Vittorio Alfieri, realizzato da Bernardino Pollinari e proveniente dal teatro allestito precedentemente nel salone del Collegio dei Mercanti.